# Youcef Zahzouh
Youcef Zahzouh (en arabe : يوسف زحزوح) est un footballeur algérien né le 5 octobre 1989 à Mécheria dans la wilaya de Naâma. Il évolue au poste de défenseur central à l'ES Mostaganem.

## Biographie
Il évolue en première division algérienne avec les clubs, du WA Tlemcen, de la JSM Skikda et enfin à l'ASO Chlef. Il dispute actuellement 35 matchs en Ligue 1.